# Telerig
Telerig (Bulgaars: Телериг) is een dorp in Bulgarije. Het is gelegen in de gemeente Kroesjari, oblast Dobritsj. Op 31 december 2018 telde het dorp 399 inwoners. De bevolking bestaat uit Bulgaarse Turken (67%) en Bulgaren (33%).